# Ailleville
 (janvier 2018).
Si vous disposez d'ouvrages ou d'articles de référence ou si vous connaissez des sites web de qualité traitant du thème abordé ici, merci de compléter l'article en donnant les références utiles à sa vérifiabilité et en les liant à la section « Notes et références ».
Ailleville [ajvil] est une commune française située dans le département de l’Aube, en région Grand Est. Elle fait partie de l’arrondissement de Bar-sur-Aube et de la communauté de communes de la Région de Bar-sur-Aube (CCRB). Elle appartenait auparavant à la région Champagne-Ardenne.

## Géographie
| Montier-en-l'Isle |            | Arrentières  |
|                   | Ailleville |              |
| Proverville       |            | Bar-sur-Aube |

Localisée dans la haute vallée de l'Aube (rivière), la commune d'Ailleville compte de nombreux lieux-dits ou écarts figurant au cadastre napoléonien de 1836 : Chèvremont, Grammont, les Grandes-Monnaies, les Hauts d'Ailleville, la côte Jobert, les Briaulauses, la côte de Bretonvau, la Maladière, le Pont-Rouge, les Rigoles, les Longues Royes, Saint-Martin, le Val-des-Vignes ou les Filles-Dieu, le gué de Ternant et le Petit Moscou.

### Géologie
Le sol est composé de calcaire portlandien associé à des langues de marnes datant du kimméridgien, très propices à la culture de la vigne et, dans une moindre mesure, à la culture céréalière. Le village compte de nombreuses sources au niveau des langues d'argiles du kimméridgien, qui se jettent toutes dans la rivière Aube située en bas du village. Les plus importantes de ces sources sont les petites et grandes briaulauses dont la confluence se situe sur le coteau éponyme, surplombant le village en regard de la Grande rue et du parc du Château.

### Hydrographie
La commune est dans la région hydrographique « la Seine de sa source au confluent de l'Oise (exclu) » au sein du bassin Seine-Normandie. Elle est drainée par l'Aube, la Bresse et le cours d'eau 01 des Côtelles,.
L'Aube, d'une longueur de 249 km, prend sa source dans la commune d'Auberive et se jette  dans la Seine à Marcilly-sur-Seine, après avoir traversé 82 communes.
La Bresse, d'une longueur de 12 km, prend sa source dans la commune de Colombé-la-Fosse et se jette  dans l'Aube sur la commune, après avoir traversé cinq communes.

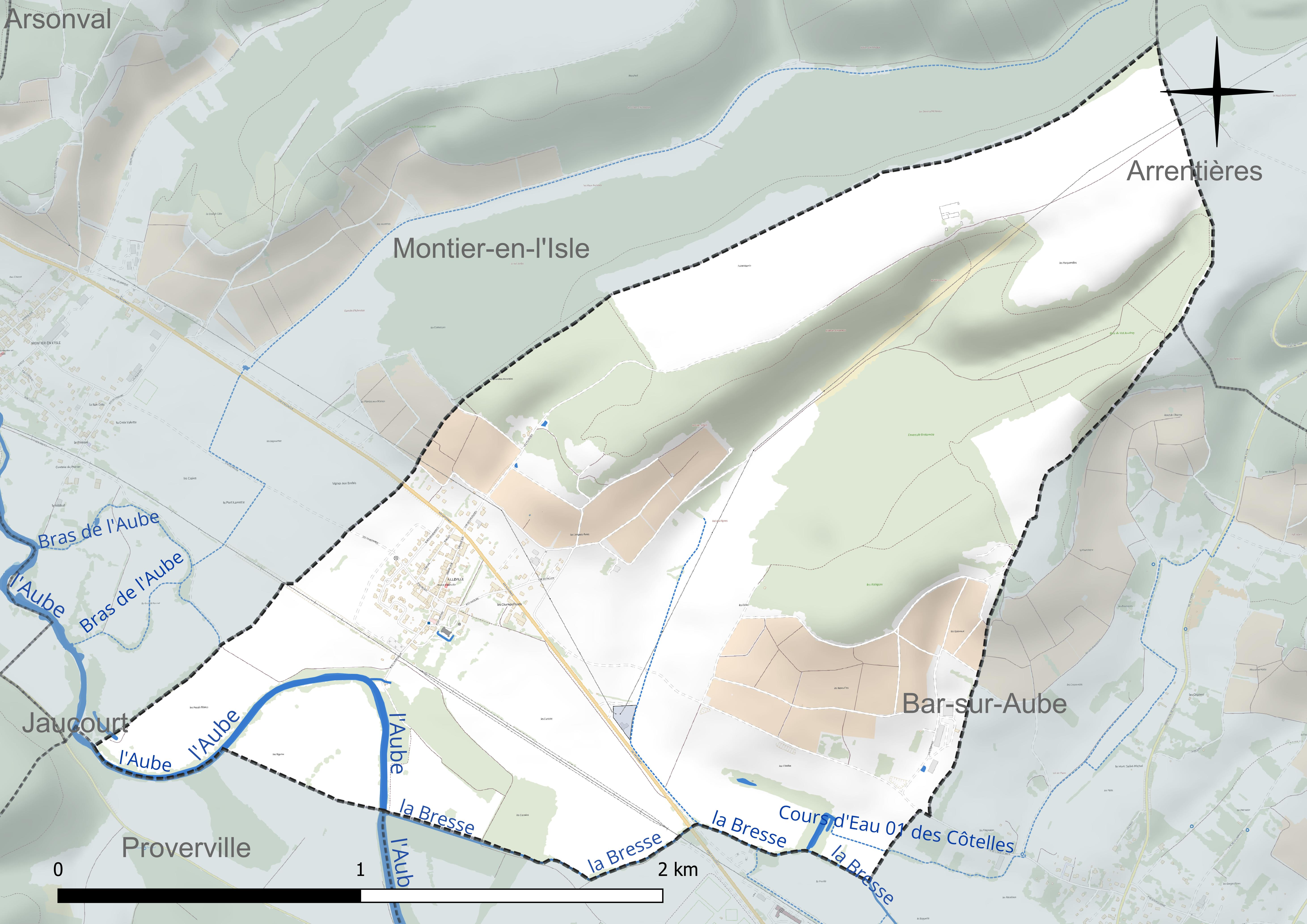
Réseau hydrographique d'Ailleville.

### Climat
Pour des articles plus généraux, voir Climat du Grand Est et Climat de l'Aube.
En 2010, le climat de la commune est de type climat des marges montagnardes, selon une étude du Centre national de la recherche scientifique s'appuyant sur une série de données couvrant la période 1971-2000. En 2020, Météo-France publie une typologie des climats de la France métropolitaine dans laquelle la commune est exposée à un climat océanique altéré et est dans la région climatique Lorraine, plateau de Langres, Morvan, caractérisée par un hiver rude (1,5 °C), des vents modérés et des brouillards fréquents en automne et hiver.
Pour la période 1971-2000, la température annuelle moyenne est de 10,5 °C, avec une amplitude thermique annuelle de 15,8 °C. Le cumul annuel moyen de précipitations est de 874 mm, avec 12,8 jours de précipitations en janvier et 8,8 jours en juillet. Pour la période 1991-2020, la température moyenne annuelle observée sur la station météorologique installée sur la commune est de 11,4 °C et le cumul annuel moyen de précipitations est de 833,5 mm. 
La température maximale relevée sur cette station est de 41,3 °C, atteinte le 25 juillet 2019 ; la température minimale est de −19,7 °C, atteinte le 20 décembre 2009,,.
| Mois                                  | jan.             | fév.         | mars           | avril         | mai             | juin          | jui.          | août           | sep.          | oct.          | nov.             | déc.           | année      |
| ------------------------------------- | ---------------- | ------------ | -------------- | ------------- | --------------- | ------------- | ------------- | -------------- | ------------- | ------------- | ---------------- | -------------- | ---------- |
| Température minimale moyenne (°C)     | 0,6              | 0,5          | 2,4            | 4,5           | 8,4             | 11,6          | 13,5          | 13,2           | 9,9           | 7,5           | 3,9              | 1,6            | 6,5        |
| Température moyenne (°C)              | 3,6              | 4,3          | 7,5            | 10,5          | 14,3            | 17,6          | 19,8          | 19,6           | 15,8          | 12            | 7,3              | 4,4            | 11,4       |
| Température maximale moyenne (°C)     | 6,6              | 8,2          | 12,6           | 16,4          | 20,2            | 23,7          | 26,2          | 26             | 21,7          | 16,6          | 10,6             | 7,2            | 16,3       |
| Record de froid (°C) date du record   | −17,9 02.01.1997 | −15 05.02.12 | −15,1 01.03.05 | −6,1 08.04.03 | −1,6 18.05.1991 | 0 05.06.1991  | 5,3 03.07.11  | 3,5 30.08.1998 | 0,9 20.09.12  | −6 30.10.1997 | −11,6 24.11.1998 | −19,7 20.12.09 | −19,7 2009 |
| Record de chaleur (°C) date du record | 18,2 05.01.1999  | 22 27.02.19  | 26,5 31.03.21  | 29,9 25.04.07 | 32,8 28.05.17   | 38,8 28.06.11 | 41,3 25.07.19 | 41,2 12.08.03  | 35,5 14.09.20 | 30,5 02.10.23 | 23,9 07.11.15    | 17,6 31.12.22  | 41,3 2019  |
| Précipitations (mm)                   | 65,8             | 61,8         | 64,6           | 62            | 76,1            | 63,5          | 69,6          | 63,8           | 67,7          | 78,3          | 78,8             | 81,5           | 833,5      |

| Diagramme climatique                                  |            |             |           |             |              |              |            |             |             |             |            |
| J                                                     | F          | M           | A         | M           | J            | J            | A          | S           | O           | N           | D          |
| 6,60,665,8                                            | 8,20,561,8 | 12,62,464,6 | 16,44,562 | 20,28,476,1 | 23,711,663,5 | 26,213,569,6 | 2613,263,8 | 21,79,967,7 | 16,67,578,3 | 10,63,978,8 | 7,21,681,5 |
| Moyennes : • Temp. maxi et mini °C • Précipitation mm |            |             |           |             |              |              |            |             |             |             |            |

Les paramètres climatiques de la commune ont été estimés pour le milieu du siècle (2041-2070) selon différents scénarios d'émission de gaz à effet de serre à partir des nouvelles projections climatiques de référence DRIAS-2020. Ils sont consultables sur un site dédié publié par Météo-France en novembre 2022.

## Urbanisme

### Typologie
Au 1er janvier 2024, Ailleville est catégorisée commune rurale à habitat dispersé, selon la nouvelle grille communale de densité à 7 niveaux définie par l'Insee en 2022. Elle est située hors unité urbaine. Par ailleurs, la commune fait partie de l'aire d'attraction de Bar-sur-Aube, dont elle est une commune de la couronne,. Cette aire, qui regroupe 43 communes, est catégorisée dans les aires de moins de 50 000 habitants,.

### Occupation des sols
L'occupation des sols de la commune, telle qu'elle ressort de la base de données européenne d’occupation biophysique des sols Corine Land Cover (CLC), est marquée par l'importance des territoires agricoles (71,9 % en 2018), une proportion sensiblement équivalente à celle de 1990 (71,8 %). La répartition détaillée en 2018 est la suivante : 
terres arables (41,9 %), forêts (28,1 %), cultures permanentes (15,3 %), prairies (9,3 %) et zones agricoles hétérogènes (5,4 %). L'évolution de l’occupation des sols de la commune et de ses infrastructures peut être observée sur les différentes représentations cartographiques du territoire : la carte de Cassini (XVIIIe siècle), la carte d'état-major (1820-1866) et les cartes ou photos aériennes de l'IGN pour la période actuelle (1950 à aujourd'hui).

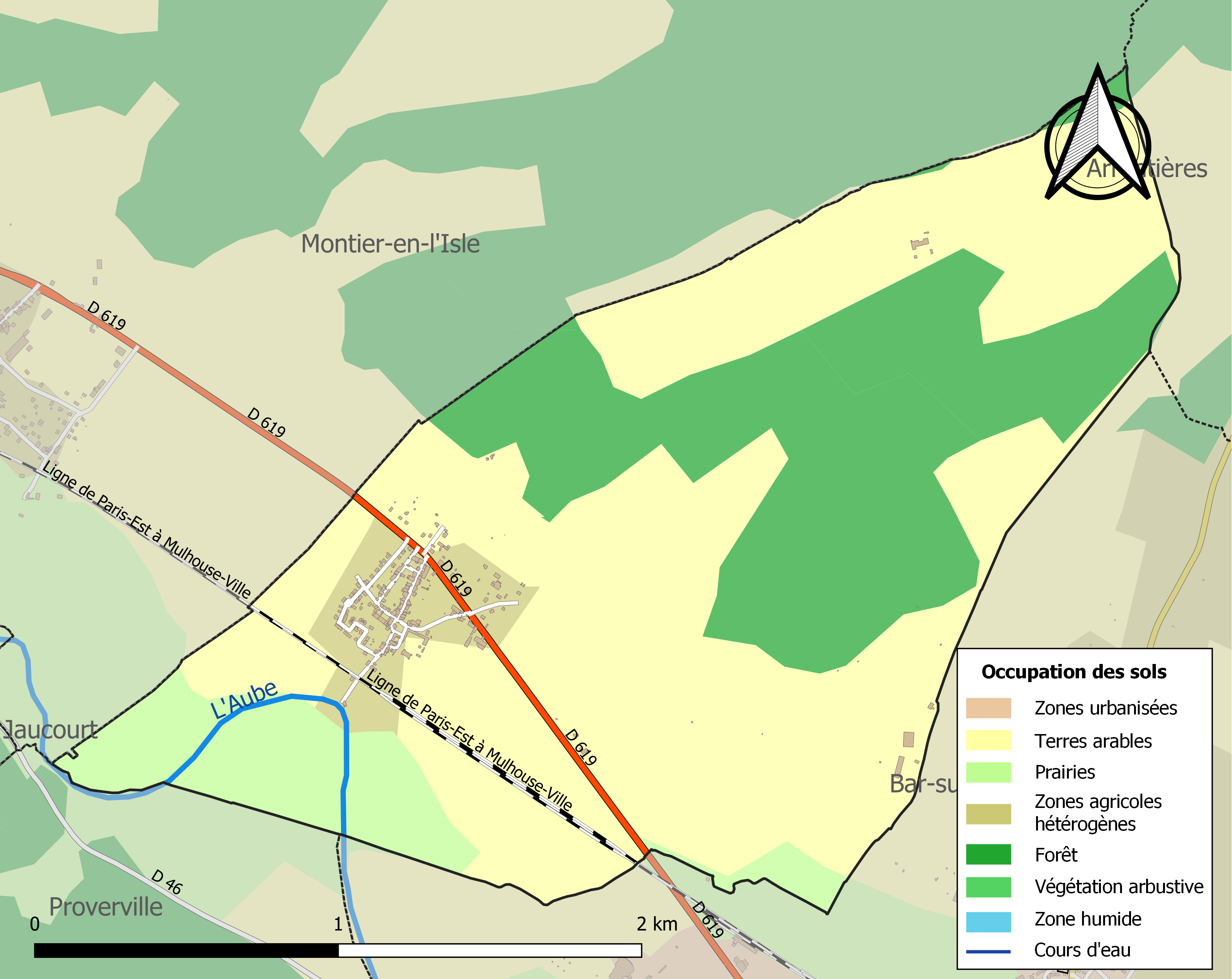
Carte des infrastructures et de l'occupation des sols de la commune en 2018 (CLC).

## Toponymie
Le nom de la localité est attesté sous les formes Alivilla en 1152 - 1180 (feoda Campaniæ) ; Aquilevilla en 1170 (cartulaire de l'abbaye de Clairvaux) ; Alleville, Hallanville vers 1222 (livre des vassaux) ; Allevilla en 1238 (cartulaire de l'abbaye de Clairvaux) ; Aquilavilla en 1253 (ch. de Saint-Maclou) ; Ailevilla en 1256-1270 (feoda Campaniæ) ; puis Ailleville en 1306 (ch. de Saint-Maclou).
Il s'agit d'une formation toponymique médiévale en -ville au sens ancien de « domaine rural », précédé d'un nom de personne selon le cas général. Les anthroponymes associés à -ville étant principalement germaniques, Albert Dauzat propose le nom de personne Agilo/-a que l'on retrouve au cas régime dans Aillianville (Haute-Marne, Allenville vers 1172), mais aussi avec d'autres appellatifs romans comme -villers : Aillevillers (Haute-Sâone, Aillivillaris 1150).
Remarque : l'évolution phonétique de Agilo/-a en Aille- est proche de celle d’aquila « aigle » qui avait donné en ancien français aille, d'où les latinisations médiévales Aquilevilla de 1170 et Aquilavilla de 1253.

## Histoire
(juin 2022).
Si vous disposez d'ouvrages ou d'articles de référence ou si vous connaissez des sites web de qualité traitant du thème abordé ici, merci de compléter l'article en donnant les références utiles à sa vérifiabilité et en les liant à la section « Notes et références ».
Elle était placée à la jonction de la voie romaine d'Agrippa qui reliait Boulogne-sur-Mer à Turin en passant par Reims, Châlons-en-Champagne, Langres et Lyon et du chemin protohistorique de l'abreuvoir reliant Villa-Terraris, Ville-sur-Terre au gué de Ternant, « le gué du gué » en champenois représentant le passage sur la rivière Aube et jonction des quatre finages de Proverville, Jaucourt, Montier-en-Isle et Ailleville.
Des vestiges gallo-romains ont été découverts le long de la côte Jobert, célèbre coteau situé au nord-est du village en regard de Bar-sur-Aube. La pile soutenant la croix cistercienne au cœur du village date de la création de la Villa en VI ap. J.-C.. Les invasions de barbares (Vandales principalement) détruisirent une première fois le village avant que les Mérovingiens ne l'investissent.
En effet, des fouilles ont été entreprises il y a une trentaine d'années par MM. Rubaud, Tomasson et Ferry au lieu-dit des Longues-Royes. On retrouva des sarcophages mérovingiens de confession païenne, dont les plus notables sont entreposés aux abords de l'église avec de nombreux objets datant de la fin du VIIe au début du VIIIe siècle. Une vitrine exposée en mairie répertorie quelques exemples de ce patrimoine.
Le village se christianise au début du IXe siècle sous l'impulsion des comtes de Bar-sur-Aube (famille de Crépy-Valois) et des moines bénédictins du monastère du Montier-en-Der. En 1076, le comté de Bar-sur-Aube est donné par saint Simon de Crépy-Valois à son beau-frère, le mari d'Adèle de Bar-sur-Aube, le comte de Champagne Thibaud Ier. Depuis cette date, l'histoire d'Ailleville et celle de la Champagne sont intimement liées.
Sous l'impulsion des comtes, les grandes foires internationales de Champagne furent le centre névralgique du commerce dans le monde occidental. Des visiteurs venus de Flandres, d'Italie, du Saint Empire Romain Germanique et d'Espagne se réunissaient en Champagne toute l'année pour commercer et Ailleville connut en conséquence un essor démographique et surtout urbain... En effet, si les commerçants habitaient durant les foires à Bar-sur-Aube, les habitants de la ville se logeaient dans les villages alentour pour y travailler dans les champs et surtout dans les vignes. Ainsi, notre village se développa du lieu-dit des Longues Royes au lieu-dit des Verdenoises et se dota au tout début du XIIe siècle d'une église placée sous le vocable de saint Martin remplaçant une petite église primitive en bois à distance du village, aux abords du château.
En 1215, l'influence cistercienne de la toute proche abbaye de Clairvaux permit le développement d'une communauté de nonnes à l'abbaye du Val des Vignes. Les dames nobles de Jaucourt, Ailleville et Arzillières fondèrent l'abbaye des « Filles Dieu » ou « Notre Dame de Vado de ternant inter Barrum Super Albam et Janicuriam » au gué de Ternant sur le bord de la rivière. Dévasté en 1233 par des crues, le nouveau monastère est reconstruit au lieu-dit Bretonvaux à la jonction de la côte Jobert et du chemin de Courcelanges menant à Bar-sur-Aube, aux abords d'une source. En 1367, Jeanne de Jaucourt, veuve et sans descendant, vend le château de Jaucourt et toutes ses dépendances au duc de Bourgogne, Philippe le Hardi, et à partir de 1378, une bannière en cuivre aux armes de Bourgogne flotte au-dessus de l'abbaye. Le monastère passe sous domination bourguignonne et sous son impulsion devient masculine en 1445. et est profondément remanié (la croix cistercienne de style corinthien située devant l'église en est un exemple). Cependant son influence décline et l'abbaye devient cellier-grange cistercienne en 1681 et est démantelée à la Révolution française en 1789. L'église abbatiale est démolie en 1800 ; les pierres conservées servirent à reconstruire le village à partir de 1815 (pour exemple, une tête de statue de vierge couronnée de l'école Troyenne du XVIe siècle fut retrouvée dans un mur de jardin) et une croix de style corinthien fut apposée en face de l'église, comme seul et unique souvenir.
À la Révolution française, en 1789, le village relevait de l'intendance et de la généralité de Châlons, de l'élection de Bar-sur-Aube, du bailliage de Chaumont et de la prévôté de Bar-sur-Aube et la révolution n'eut que peu d'influence sur le village.
L'histoire d'Ailleville aurait été relativement calme s'il n'y avait pas eu la campagne napoléonienne en 1814. En effet, pourchassant l'empereur français et ses troupes, les alliés autrichiens, prussiens et russes arrivèrent à Bar-sur-Aube. L'empereur de Russie logeait chez M. Bérault (7 et 9 rue d’Aube) tandis que l'empereur d'Autriche siégeait à l'hôtel de Surmont (la poste actuelle) et le roi de Prusse au château de Jard. Napoléon s’étant déplacé de Brienne-le-Château vers Saint-Dizier, les états-majors cessèrent leur progression. C'est à ce moment que, dans la nuit du 25 au 26 janvier 1814, les cosaques russes, armés et munis de charrettes, dont les roues étaient recouvertes de linges pour les rendre silencieuses, ont fait irruption dans le village et ont massacré une très grande partie de la population. Ils ont mis le feu au village, ce qui le détruisit en quasi-totalité. Seuls le château, le chœur de l'église et trois maisons ont résisté à l'assaut et aux flammes. Aujourd'hui, seule la partie sud de la maison située au 10 rue de l’Abreuvoir, datant du XVIe siècle, a subsisté.
À partir de là, un vaste mouvement de reconstruction va s'opérer et on peut retrouver devant certaines maisons des pierres attestant de cette reconstruction (toutes les dates étant postérieures à 1814). C'est en raison de ces destructions et des nombreuses pertes civiles associées que le village a depuis pris le sobriquet de « Petit Moscou » en souvenir de la politique de la terre brûlée opérée par les cosaques russes. Certains journaux de l'époque avaient décrits « l'Aube rouge sang » durant cette nuit-là, mais c'est le commissaire de police Girardon, mandaté par le roi Louis XVIII, qui décrivit le mieux la situation.
« Trois mois d'une rude campagne avaient suffi aux champenois pour connaitre tous les malheurs et ressentir toutes les douleurs qu'entrainent une invasion de 500 000 hommes. 5 270 maisons furent détruites dans de départements de l’Aube par l'incendie et le huitième et plus de la population périt des combats et de la misère. La totalité du bétail disparut et la plus grande partie des terres resta toute l’année sans culture faute de chevaux, d’instruments aratoires, de semences et d'empoisonnement par le sang… L’importance des combats de Bar-sur-Aube accumula les cadavres dont la putréfaction occasionna le décès d’une partie de sa population. Selon les mesures énergiques prises par le commissaire chargé de l'exécution de l'arrêté préfectoral du 19 avril 1814, tout serait peut être mort ! Les hommes employés à recouvrir de terre les cadavres et les carcasses d’animaux fuyaient après une heure ou deux de travail, tant il était difficile de résister à l'odeur insupportable dégagée par les corps en décomposition. Les habitants jetaient les cadavres à l'eau pour s’éviter la peine de les enterrer. A Fontaine, huit cents ennemis eurent ainsi le lit de l’Aube pour sépulture. À Bar-sur-Aube, 4 000 cadavres et au moins 50 chevaux  furent ensevelis. Cette commune a perdu près d'un quart de sa population et sans les mesures salutaires de M. le Préfet pour mettre à exécution son arrêté, tous seraient peut être morts. À Lignol-le-Château, la dernière commune au levant du département fut absolument ravagée et pourtant la négligence et l'apathie ont été très marquées. Les habitants dépouillés de ce qu’ils avaient furent obligés d’abandonner leur domicile et de se retirer dans des communes moins malheureuses que la leur. Il existait sur la route 15 carcasses de chevaux qui n'avaient point été enfouies et que j'ai fait enfouir. Il a été inhumé 80 cadavres et 200 chevaux mais point assez recouvert… Je les ai fait recouvrir. Mais les plus terribles exactions eurent lieu à Ailleville. A la vérité, il fallait faire de grands efforts sur soi-même pour y tenir. Le fait que sur la côte Jobert, au nord de la route, au moins 40 cadavres d’hommes et de deux vivandières n’avaient point été inhumés ; ajouté à cela au moins cent carcasses de chevaux ; l'air était tellement infecté que les vignerons survivants avaient décidé d’abandonner définitivement leur vignes. J’ai fait inhumer sur cette côte au moins 40 cadavres, enfoui cent chevaux, et fait recharger de terre, sur le bord du bois au moins 300 cadavres dont la plus grande partie était à découvert, et plus de cent chevaux. La commune serait totalement abandonnée sans le château miraculeusement épargné, qui offrit une retraite aux 22 ménages qui ont survécu partiellement au massacre sur les 72 que comptait la commune… Cette commune offre un spectacle épouvantable perpétré par le feu et la destruction et porte bien son nom : « le Petit Moscou ».
Le XIXe siècle permit à la commune de se reconstruire, mais autour des vestiges restés debout après les événements du « Petit Moscou », c'est-à-dire autour du château, du chœur de l'église et de la Maison 1814. Les habitants ont ainsi doté le village de maisons en pierres provenant des coteaux typiques de cette période et ont érigé en plein cœur du nouveau village un presbytère attenant à l'église, une école et le logement de l'instituteur (remplacé plus tard par un bâtiment mairie-école typiquement IIIe République dans la grande rue), un local pour les sapeurs pompiers et un lavoir communal. La grande majorité de ces constructions conserveront pour la postérité le nom de leur premier propriétaire grâce à des pierres apposées, le plus bel exemple étant aux abords du presbytère (« Posée par N. Hury, âgé de 3 ans et 1 mois, le 12 septembre 1822 »).
À cette époque, la communauté villageoise s’organise autour du travail des vignes et des champs, l’éducation civique et catholique. Pour se divertir, les Aillevillois (dits aussi les Braments, de leur grande faculté à exprimer leurs opinions) avaient créé une batterie fanfare, dont la bannière de 1876 est encore visible en mairie, une compagnie folklorique (dont la feu compagnie les Briaulauses fut la digne héritière), et organisaient leur vie autour de nombreuses fêtes de villages chrétiennes (Noël, Pâques, Ascension, baptême, mariage, sépulture etc. ) ou non (les mais, le grand charivari, les veillées et la saint Quasimodo, saint patron du village, fêté chaque 3e dimanche de mai). Ce n'est qu'acculée par la pauvreté et par la peur de perdre l’appellation champagne que cette quiétude sera bouleversée par la fameuse révolte des vignerons de 1911. Mais très vite, les guerres rattrapent notre région, terre d'invasion depuis des millénaires ; d’abord en 1871 avec une difficile et humiliante occupation de Prussiens et surtout la 1e guerre mondiale avec toutes les conséquences sur la démographie et sur la sociologie de notre village et de la France…

### Viticulture
La peur de perdre l’appellation champagne incite en 1911, le village a participer à la révolte des Vignerons, sous la devise « Champenois nous fûmes, Champenois nous sommes, Champenois nous resterons et ce sera comme ça ». Il obtient en 1927 le classement AOC Champagne. Ailleville, si réputé pour ses vins blancs sous le roi Louis XIV, possède aujourd'hui 41 hectares de vignes produisant exclusivement du champagne (35 hectares de pinot noir, 2 hectares de meunier et 4 hectares de chardonnay) et est classé au patrimoine mondial de l'UNESCO comme tous les villages viticoles de Champagne depuis 2015.

## Politique et administration
| Période                                  | Période      | Identité       | Étiquette      | Qualité  |
| ---------------------------------------- | ------------ | -------------- | -------------- | -------- |
| mars 2001                                | mars 2008    | Jean Beaumont  | Sans étiquette | Retraité |
| mars 2008                                | juillet 2020 | Gérard Carrier | DVD            | Retraité |
| juillet 2020                             | En cours     | Claude Hackel  |                |          |
| Les données manquantes sont à compléter. |              |                |                |          |

## Démographie
L'évolution du nombre d'habitants est connue à travers les recensements de la population effectués dans la commune depuis 1793. Pour les communes de moins de 10 000 habitants, une enquête de recensement portant sur toute la population est réalisée tous les cinq ans, les populations de référence des années intermédiaires étant quant à elles estimées par interpolation ou extrapolation. Pour la commune, le premier recensement exhaustif entrant dans le cadre du nouveau dispositif a été réalisé en 2004.

En 2022, la commune comptait 223 habitants, en évolution de −13,57 % par rapport à 2016 (Aube : +0,7 %, France hors Mayotte : +2,11 %).
| 1793 | 1800 | 1806 | 1821 | 1831 | 1836 | 1841 | 1846 | 1851 |
| ---- | ---- | ---- | ---- | ---- | ---- | ---- | ---- | ---- |
| 234  | 247  | 244  | 184  | 220  | 228  | 241  | 256  | 234  |

| 1856 | 1861 | 1866 | 1872 | 1876 | 1881 | 1886 | 1891 | 1896 |
| ---- | ---- | ---- | ---- | ---- | ---- | ---- | ---- | ---- |
| 224  | 252  | 240  | 217  | 197  | 217  | 206  | 204  | 179  |

| 1901 | 1906 | 1911 | 1921 | 1926 | 1931 | 1936 | 1946 | 1954 |
| ---- | ---- | ---- | ---- | ---- | ---- | ---- | ---- | ---- |
| 172  | 199  | 182  | 195  | 180  | 157  | 193  | 202  | 220  |

| 1962 | 1968 | 1975 | 1982 | 1990 | 1999 | 2004 | 2006 | 2009 |
| ---- | ---- | ---- | ---- | ---- | ---- | ---- | ---- | ---- |
| 214  | 202  | 230  | 220  | 232  | 218  | 268  | 270  | 273  |

| 2014 | 2019 | 2022 | - | - | - | - | - | - |
| ---- | ---- | ---- | - | - | - | - | - | - |
| 265  | 237  | 223  | - | - | - | - | - | - |

Les habitants du village sont des Aillevillois ou des Aillevilloises. (Gentilé)

## Culture locale et patrimoine

### Lieux et monuments

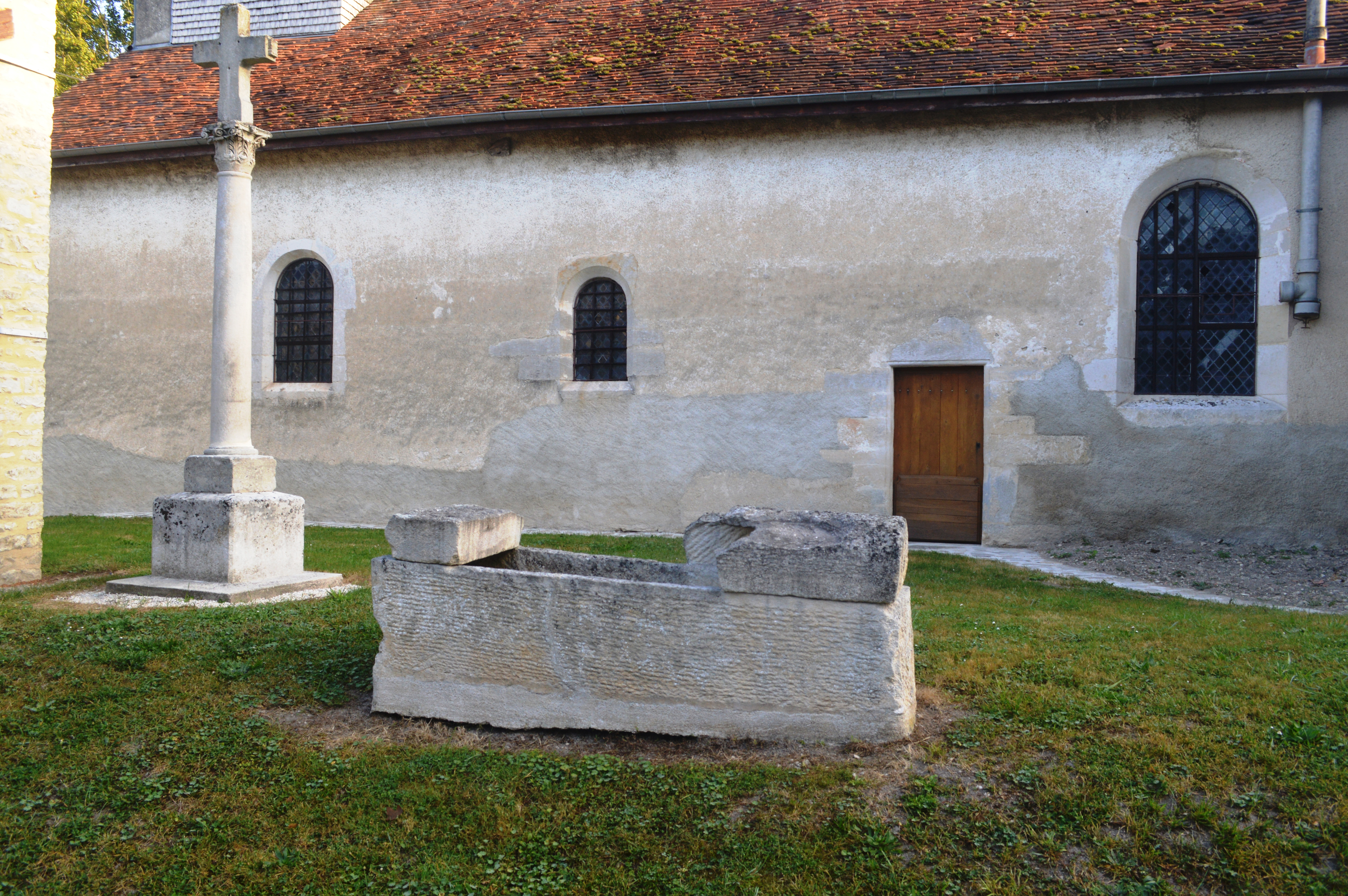
Sarcophages exposés.

- L'église Saint-Martin d'Ailleville : construite de manière primitive en bois sous l'impulsion du comte de bar Saint Simon de Crespy-Valois, ce n'est qu'au début du XIIe siècle que le village se dote d'une nouvelle église en pierre calcaire sous l'impulsion des comtes de Champagne. Placée sous le vocable de saint Martin, saint patron des vignerons au Moyen Âge, elle était rattachée au diocèse de Langres et dépendait du chapitre de Saint-Maclou de Bar-sur-Aube. Son chœur avec un plafond en berceau fut sauvé en 1814 et est de style roman (rare), tandis que la nef en anse de panier a été édifiée au XIXe siècle. Cette église  une croix de consécration par l’évêque de Langres de 1132, une fontaine du XIIe siècle, possède un christ en croix en bois du XVIe siècle, des pierres tombales du XVIe siècle inscrit à l'inventaire supplémentaire des monuments historiques, de nombreuses statues du XIXe siècle (saint Ambroise, sainte Radeconde, saint Nicolas).
- Les trois sarcophages mérovingiens de rites païens (VIIe et VIIIe siècles) sont autour du lavoir communal (cuve en calcaire d'Arsonval, XIXe siècle) construit sur les ruines d'une maison du XVIe siècle (la charpente provient de la même manufacture que le halloy de l'église Saint-Pierre de Bar-sur-Aube). À proximité se trouve la croix cistercienne du val de Vignes (XVIe siècle pour la croix et Ier siècle pour la pile de soutènement) et la pierre tombale de l'ancien cimetière (XVIIIe siècle) est la sépulture de Charles-Antoine de Lux de Ventelet seigneurs d'Ailleville, de Fuligny, de Mothé et de Rizaucourt, capitaine de cavalerie, et Anne Thérèse Verpillat de Beurville, célèbres et généreux[réf. nécessaire] seigneurs du village...
- Le château du XVIIe siècle flanqué de quatre tourelles carrées et entouré de fossés sur 2 des 4 faces. Il fut construit sur l'emplacement d'une ancienne maison seigneuriale attestée en 1521 (dont il reste des bases des 4 tours et les caves voutées à vocation viticole). Selon la légende, il accueillit Napoléon Bonaparte en route pour Brienne-le-Château. Plus sûrement, il fut dominé par les familles nobles d'Ailleville, de Jaucourt, de Yardin, de Choiseul, et de Lux de Ventelet entre autres. Imposant pigeonnier en très bon état de conservation et parc planté de deux allées de platanes menant du château à la route principale à proximité.
- La Maison 1814 (XIXe siècle), seule maison à avoir survécu aux événements du « Petit Moscou » et typiquement XVIe siècle (avec la pièce de cuisine-chambre et la cave voutée et l'armoire datant du XVIe siècle et de style rural champenois).
- La Maison du Folklore de Champagne, restaurée dans le plus pur style d'époque, date de 1822 et est un lieu vivant d'évocation de la culture et des traditions champenoises. Elle est le point de départ du circuit touristique du « Petit Moscou » et croise le chemin de petite randonnée d'Ailleville.
- Le bâtiment Mairie-École (fin XVIIIe siècle) qui abrite la mairie, l'école (cours préparatoire) et le petit patrimoine de la commune (restes des sarcophages mérovingiens, bannière de la société musicale de 1876...).
- Ancienne abbaye du Val-des-Vignes.

### Héraldique
| Blason de Ailleville | Blason  | Tiercé en pairle renversé : au 1er de sinople à une grappe de raisin de pourpre tigée et feuillée d'or, au 2e de gueules à deux sabres d'argent passés en sautoir, au 3e d'argent à trois fasces ondées d'azur et à une tête de cheval coupée de tenné, allumée d'argent et bridée de gueules brochante. |
| Blason de Ailleville | Détails | Adopté le 1er juin 2023. |